# آن شانون مونرو
آن شانون مونرو (بالإنجليزية: Anne Shannon Monroe)‏ هي كاتِبة أمريكية، ولدت في 29 أكتوبر 1873 في Bloomington, Missouri ‏ في الولايات المتحدة، وتوفيت في 18 أكتوبر 1942 في ليك أوسويغو في الولايات المتحدة.